# Exaugusto Boioannes
Exaugusto Boioannes (fl. XI secolo) fu il catapano d'Italia dall'estate del 1041 fino al 1042.

## Biografia
Exaugusto Boioannes era figlio del famoso catapano Basilio Boioannes.
Nell'estate del 1041 fu nominato catapano d'Italia dall'imperatore bizantino Michele IV Paflagonio in sostituzione di Michele Doceano, che aveva deluso le aspettative dell'imperatore, e giunse in Italia solo con un corpo di variaghi.
Decise di isolare i ribelli Longobardi di Melfi (comandati da Arduino di Melfi) nel vicino campo di Montepeloso. I mercenari Normanni si avventurarono fuori da Melfi e si accamparono sul monte Siricolo, nei pressi di Montepeloso. Essi catturarono quindi un convoglio di bestiame destinato a rifornire l'esercito bizantino, che fu dunque costretto ad attaccare. Exaugusto fu sconfitto e catturato il 3 settembre 1041 nella battaglia di Montepeloso ed i Normanni, che erano mercenari, ne chiesero il riscatto all'imperatore, portando Exaugusto in prigionia a Benevento, dal principe Pandolfo III di Benevento, il quale, successivamente, venuto meno l'appoggio di Guaimario IV di Salerno, venne a trattative coi bizantini e nel febbraio 1042 rilasciò il catapano dietro riscatto. Nel frattempo era stato nominato nuovo catapano Sinodiano e da questo momento mancano notizie sulla sorte di Exaugusto.